# هلی استهله
هلی استهله (انگلیسی: Helli Stehle; ۶ دسامبر ۱۹۰۷ – ۲۷ اوت ۲۰۱۷) بازیگر تئاتر، بازیگر سینما، و مجری رادیو اهل سوئیس بود.